# Ctenochira quebecensis
Ctenochira quebecensis là một loài tò vò trong họ Ichneumonidae.